# Unified Theory
Unified Theory war eine US-amerikanische Band. Die Alternative-Rock-Gruppe bestand zwischen 1998 und 2001.

## Geschichte
Nach dem Tod des Blind-Melon-Sängers Shannon Hoon löste sich die Band auf. Bassist Brad Smith und Gitarrist Christopher Thorn entschieden sich zum Weitermachen und gründeten mit Schlagzeuger Dave Krusen sowie Sänger Chris Shinn 1998 eine neue Gruppe, die sich zunächst Luma nannte. Unter diesem Namen veröffentlichte die Band 1999 ihre ersten Stücke auf der Band-Homepage. Als gegen Ende des Jahres die Band von der Universal-Tochter 3:33 unter Vertrag genommen wurde, gab sie sich den Namen Unified Theory. Unter diesem Titel erschien im August 2000 das Debütalbum, anschließend tourte die Band bis März 2001.
Nachdem die Arbeiten zu einem Nachfolger ins Stocken gerieten, entschied sich Krusen zum Verlassen der Band. Daraufhin schlossen sich Smith und Thorn mit den weiteren ehemaligen Band-Mitgliedern von Blind Melon zusammen und belebten die Band mit Smith als Sänger neu.

## Diskografie
- Unified Theory
- Cinematic